# Little Amwell
Little Amwell är en ort i Hertford Heath, East Hertfordshire, Storbritannien. Den ligger i grevskapet Hertfordshire och riksdelen England, i den sydöstra delen av landet, 30 km norr om huvudstaden London. Little Amwell ligger 96 meter över havet och antalet invånare är 2 606. Little Amwell var en civil parish 1866–1990 när det uppgick i Hertford Heath. Civil parish hade 982 invånare år 1961.
Terrängen runt Little Amwell är huvudsakligen platt. Little Amwell ligger uppe på en höjd. Runt Little Amwell är det tätbefolkat, med 493 invånare per kvadratkilometer. Närmaste större samhälle är Hoddesdon, 2,9 km sydost om Little Amwell. Trakten runt Little Amwell består till största delen av jordbruksmark.